# Basset artezyjsko-normandzki
Basset artezyjsko-normandzki – jeden z najstarszych psów krótkonożnych. Podlega próbom pracy.
Rasa powstała poprzez skrzyżowanie dwóch podobnych w typie psów: basseta normandzkiego (o cięższej konstrukcji) i basseta artezyjskiego (delikatniejszego, zwanego też bassetem d’Artois). Obydwa powstały wskutek mutacji, tzw. hondrodystrophia phaetalis (płodowy niedorozwój chrząstki) ze swoich długonożnych odpowiedników: dużego gończego normandzkiego i Chien d’Artois. Dysfunkcja rozwojowa polega na tym, że na skutek niedoborów hormonalnych w życiu płodowym, kości długie szczeniąt nie rosną wzdłuż, podczas gdy wszystkie inne rozwijają się prawidłowo.
Wszystkie francuskie bassety, z wyjątkiem gryfonów (petite i grand) powstawały w wyniku wspomnianej mutacji z gończych długonożnych, a nie poprzez krzyżowanie z innymi bassetami.
Do tej pory wyróżnia się dwie linie hodowlane: artezyjską (psy o lżejszej konstytucji) i normandzką (psy cięższe, do 25 kg). Preferowane jest krzyżowanie pomiędzy tymi dwiema liniami w celu uzyskania osobników pośrednich.
Basset artezyjsko-normandzki był i jest nadal używany do polowań w sforze na zwierzynę wymagającą tak wolnych psów gończych, żeby jej nie przegoniły. Właśnie za względu na wolniejszy bieg bassety były hodowane do tych celów, do których psy długonożne były zbyt szybkie.
Bassety te są łagodne i cierpliwe, nadają się nawet do małych dzieci. Jako że mają nieco obniżony próg bólu i czucia – pozwalają dzieciom na stosunkowo dużą niedelikatność. Są towarzyskie, serdeczne, kontaktowe – wyczuwają nastroje i emocje domowników. Wymagają konsekwencji i dużych nakładów wychowawczych, ponieważ cechuje je upór i niezależność, jak również silna wola i podążanie za instynktem.
Potrzebują dużo ruchu. Nawet do 3-4 godzin dziennie (minimum 2 godziny, podzielone na trzy spacery w ciągu dnia). Okrywa włosowa nie jest wymagająca. Wystarczy szczotkować w okresach ciepłych, kiedy temperatura przekracza 15-20 °C. Psy są pozbawione podszerstka, dlatego też wymagają zabezpieczania w zimie (np. praparatami przeciw odmrożeniom łap). Nie należy wychodzić na dłuższe spacery, kiedy temperatura spadnie poniżej 15 °C.
W Polsce są rasą nadal rzadką. Bassety artezyjsko-normandzkie cechuje klasyczne umaszczenie tricolor (biało-płowe z czarnym czaprakiem), rzadko i endemicznie spotyka się psy dwukolorowe. Preferowane są białe łapy. Łapy tylne powinny być niewykątowane, ułożone równolegle. Przednie mogą mieć ustawienie lekko skośne, ale jedynie w nadgarstkach. Na skroniach powinny być widoczne ciemne znaczenia. Skóra pod sierścią jest jasna, z okresowo (w lecie) występującymi ciemniejszymi plamami. Ogon powinien być spiczasto zakończony i sięgać dokładnie do ziemi.
Od rasy basset hound bassety artezyjsko-normandzkie różnią się lżejszą konstrukcją, brakiem widocznych spojówek, mniejszym luzem podgardla, wyłącznie klasycznym umaszczeniem i, oczywiście, masą ciała (dwukrotnie niższą niż u rasy pochodzenia brytyjskiego).
Basset artezyjsko-normandzki dał również początek basset houndom. W XIX wieku wyspiarze sprowadzili tę rasę oraz (występującego jeszcze ówcześnie) basseta normandzkiego i krzyżowali, uzyskując wersję pośrednią, którą następnie skrzyżowano z ogarem angielskim. Basset hound powstał w wyniku pierwszego w historii udanego sztucznego unasienniania zwierząt, podczas którego sukę rasy blood hound (ogar angielski) zapłodniono nasieniem samca uzyskanej wcześniej rasy pośredniej. Basset hound odziedziczył po francuskich przodkach między innymi krótkonożność, po ogarze zaś ciężki tułów i luźne podgardle.